# Thelma Schoonmaker
Thelma Colbert Schoonmaker, född 3 januari 1940 i Alger i Algeriet, är en amerikansk filmklippare. Under mer än 40 år har hon arbetat med Martin Scorsese. 
Schoonmaker har vunnit tre Oscars och har nominerats ytterligare sex gånger. Hon har tilldelats Oscars för klippningen av Tjuren från Bronx 1981, The Aviator 2005, The Departed 2007, samt nominerats för Woodstock av Michael Wadleigh 1970 och Scorseses Maffiabröder 1990, Gangs of New York 2003, Hugo Cabret 2012, The Irishman 2019 och Killers of the Flower Moon 2023.
Hon arbetade första gången med Scorsese 1967 i Vem knackar på min dörr? och har klippt samtliga av hans filmer sedan Tjuren från Bronx 1980.
År 2007 promoverades hon till hedersdoktor vid Aalto-universitetets högskola för konst, design och arkitektur i Helsingfors.

## Filmredigering (urval)
- 1967 – Vem knackar på min dörr?
- 1970 – Woodstock (Oscarnominerad)
- 1980 – Tjuren från Bronx (Oscarbelönad)
- 1982 – King of Comedy
- 1985 – En natt i New York
- 1986 – The Color of Money – revanschen
- 1988 – Kristi sista frestelse
- 1989 – New York Stories (delen "Life Lessons")
- 1990 – Maffiabröder (Oscarnominerad)
- 1991 – Cape Fear
- 1993 – Oskuldens tid
- 1995 – Casino
- 1996 – Grace of My Heart
- 1997 – Kundun
- 1999 – Bringing Out the Dead
- 2002 – Gangs of New York (Oscarnominerad)
- 2004 – The Aviator (Oscarbelönad)
- 2006 – The Departed (Oscarbelönad)
- 2010 – Shutter Island
- 2011 – Hugo Cabret (Oscarnominerad)
- 2013 – The Wolf of Wall Street
- 2019 – The Irishman
- 2023 – Killers of the Flower Moon